# فبوس

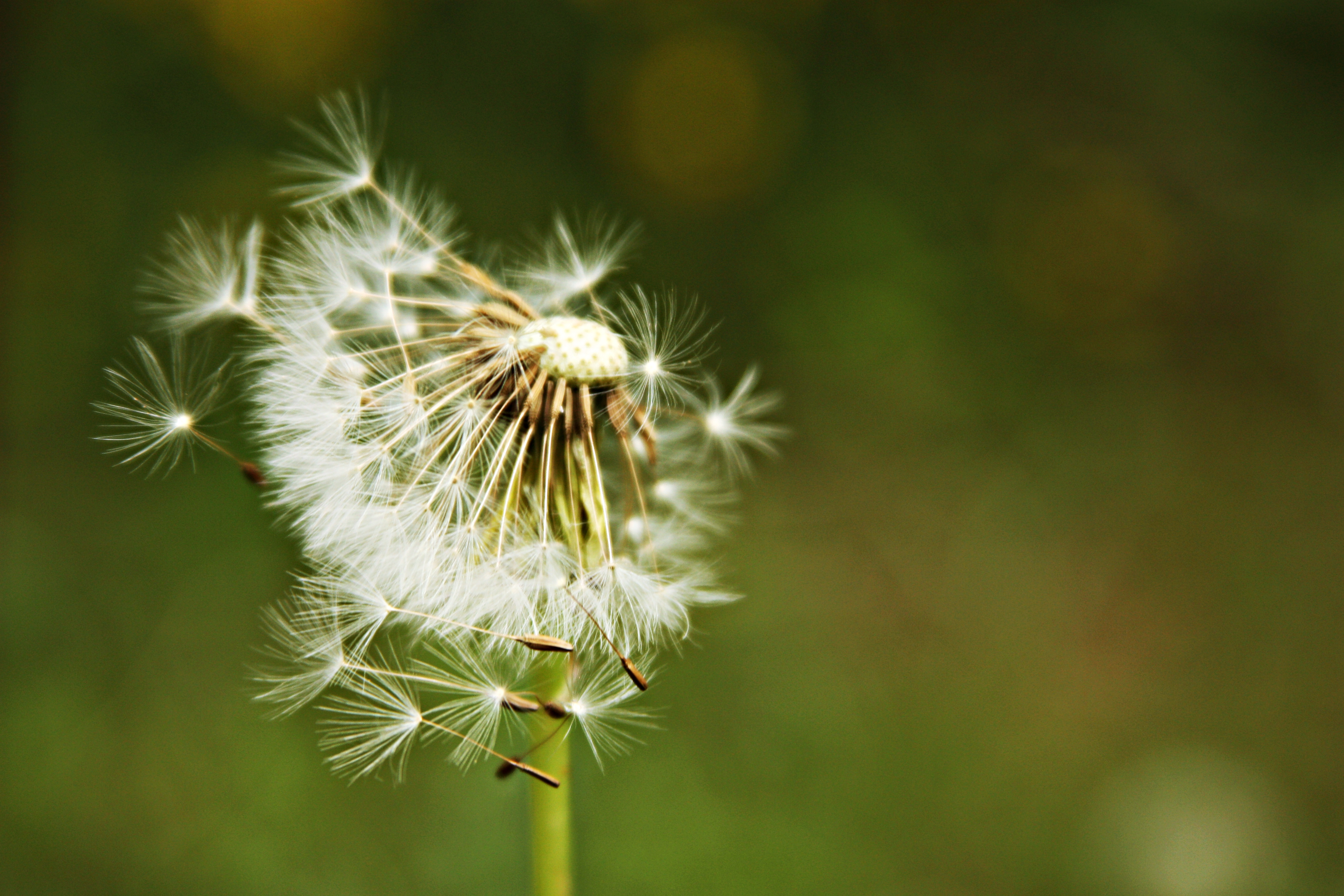
الثمار المكسوة بالفبوس التي تجعلطرخشفون مخزني المألوف ينتشر بفعل الريح

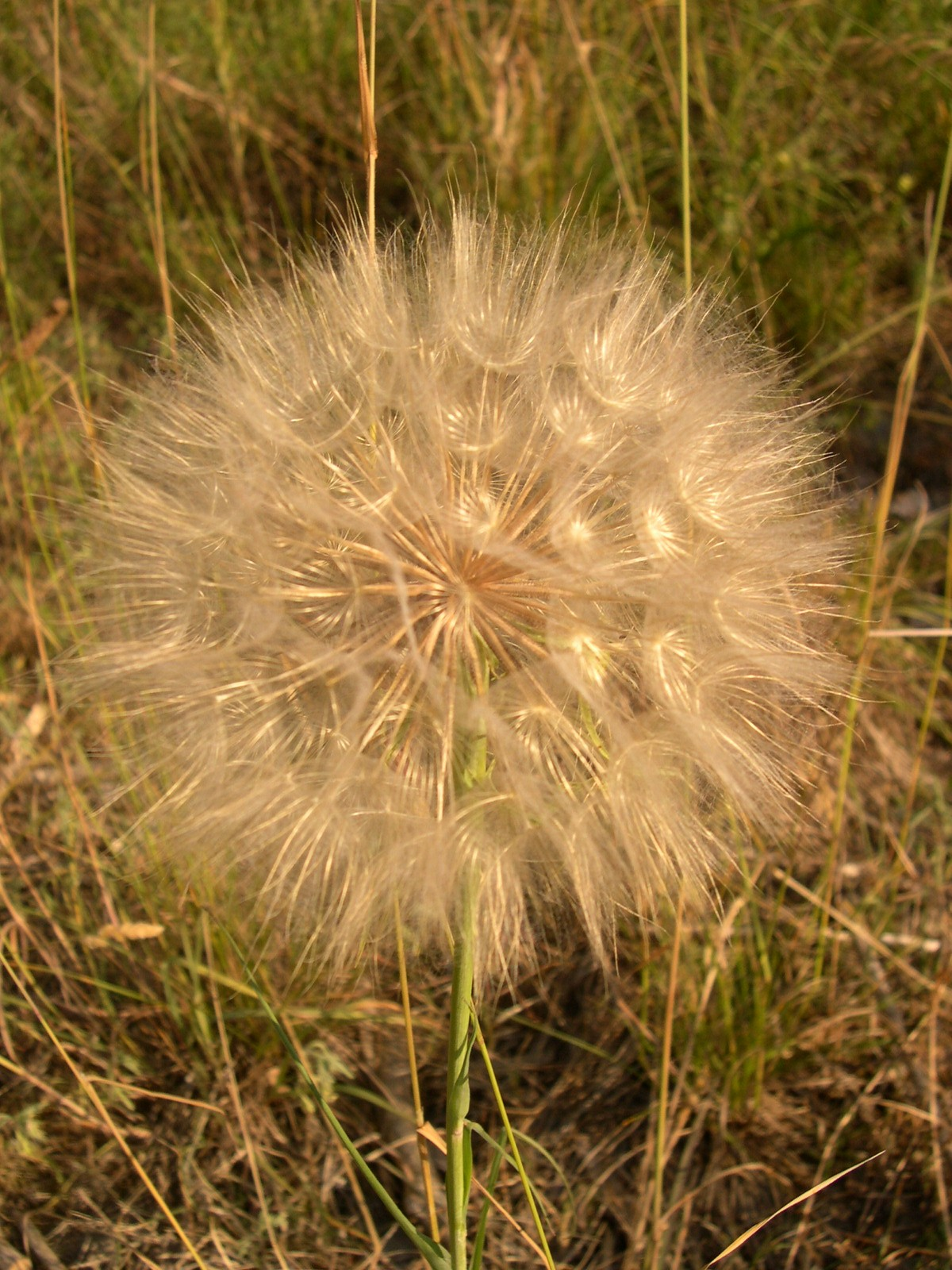
ثمار مكسوة بالفبوس "الكرة المنفوخة" لأحد أنواع لحية التيس، تشبه في هيكلها ثمرة الطرخشقون المخزني

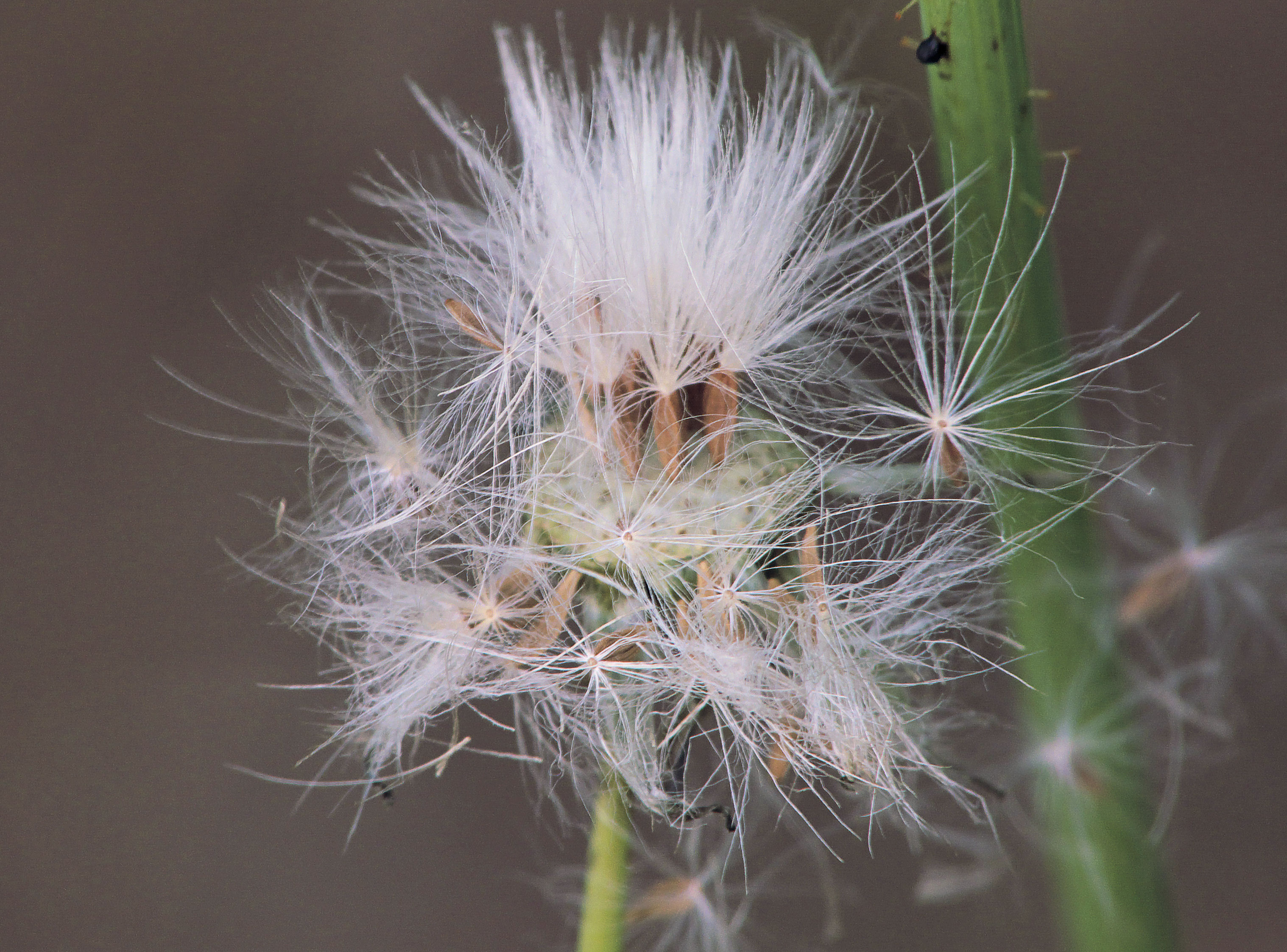
تفاف زيتي

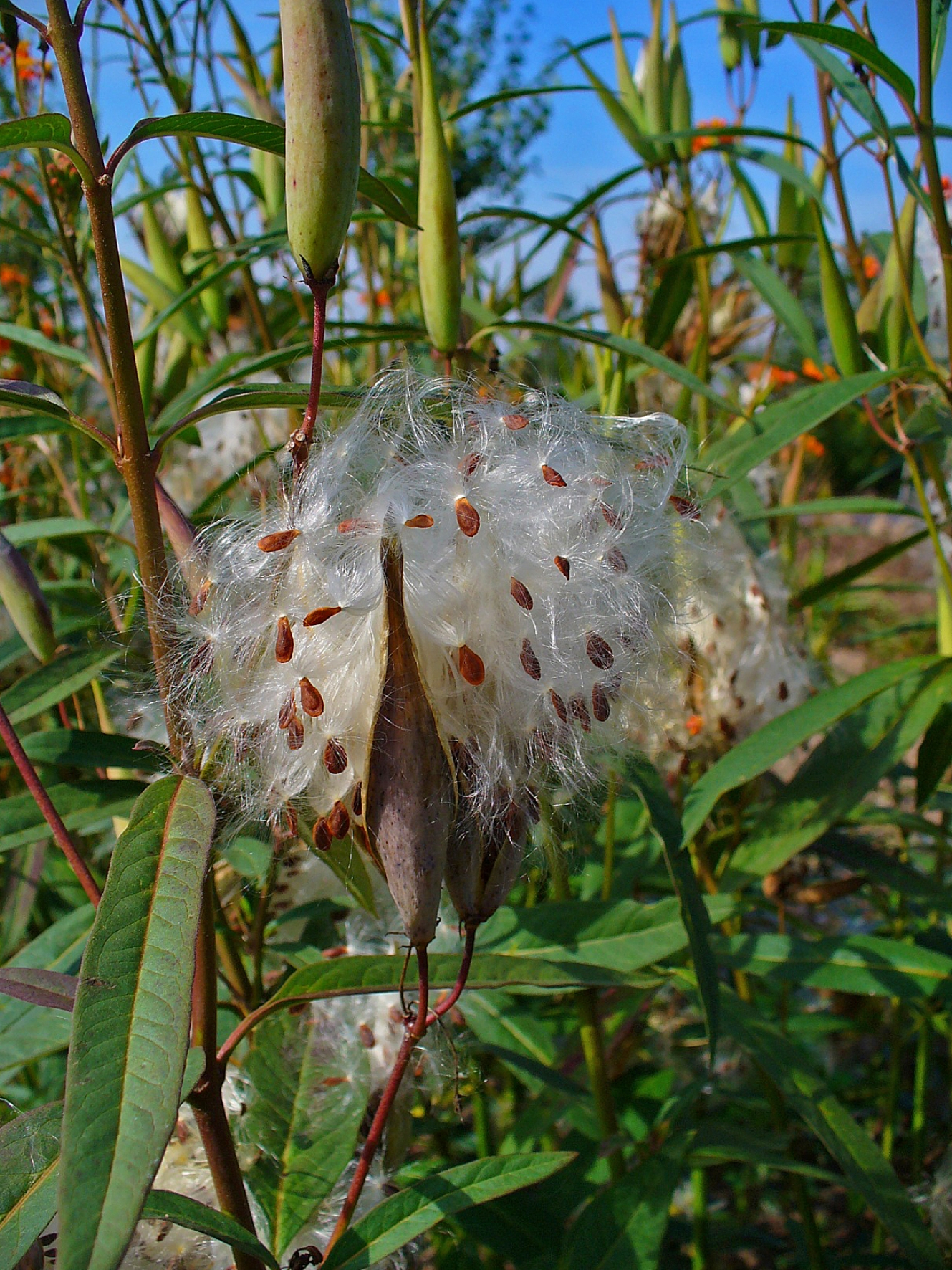
ثمار تفله تركي تتفتق لتعطي كل منها بذور مكسوة بالفبوس

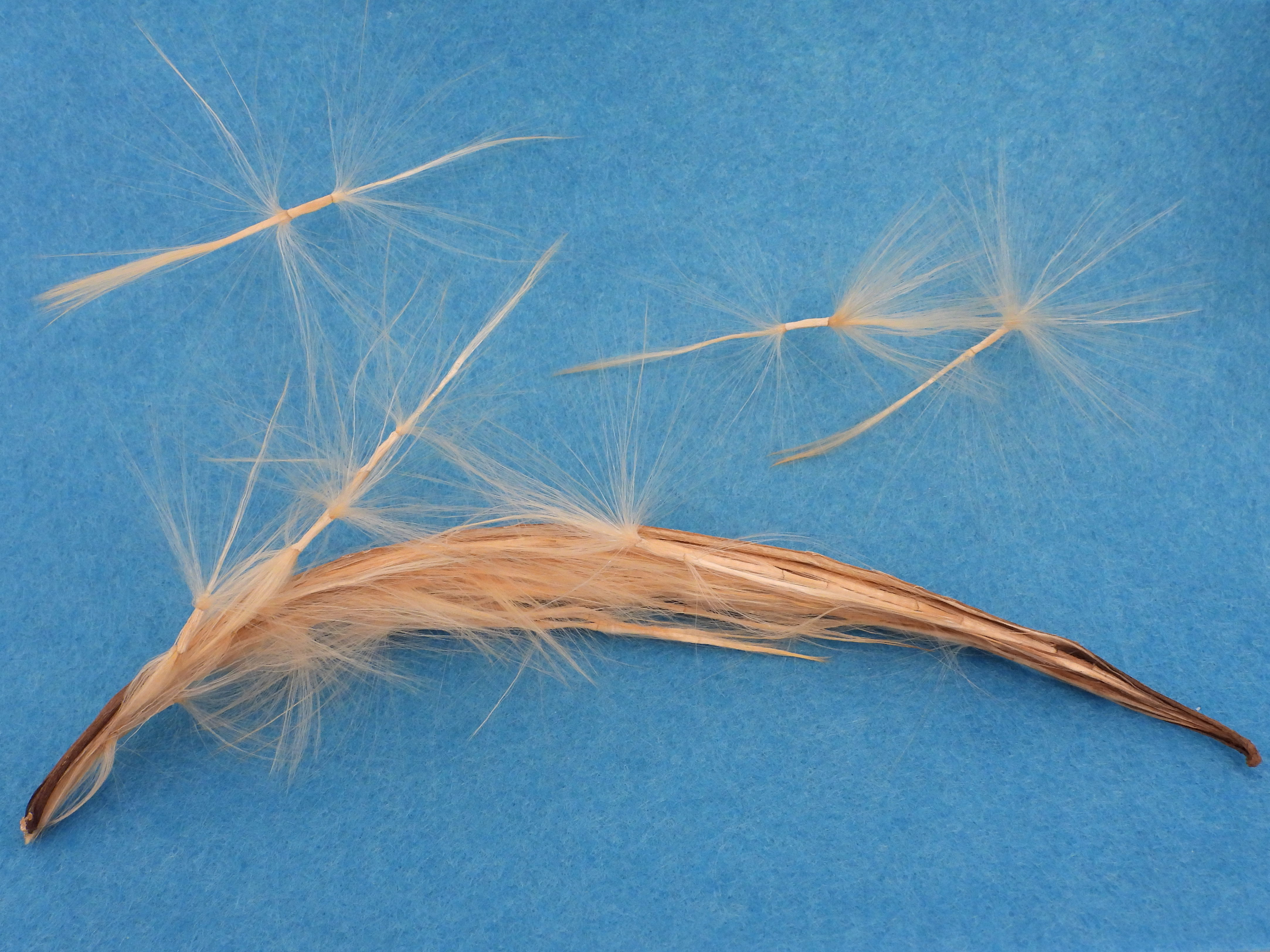
بذور شجرة العدنة لها شفع من الفبوس

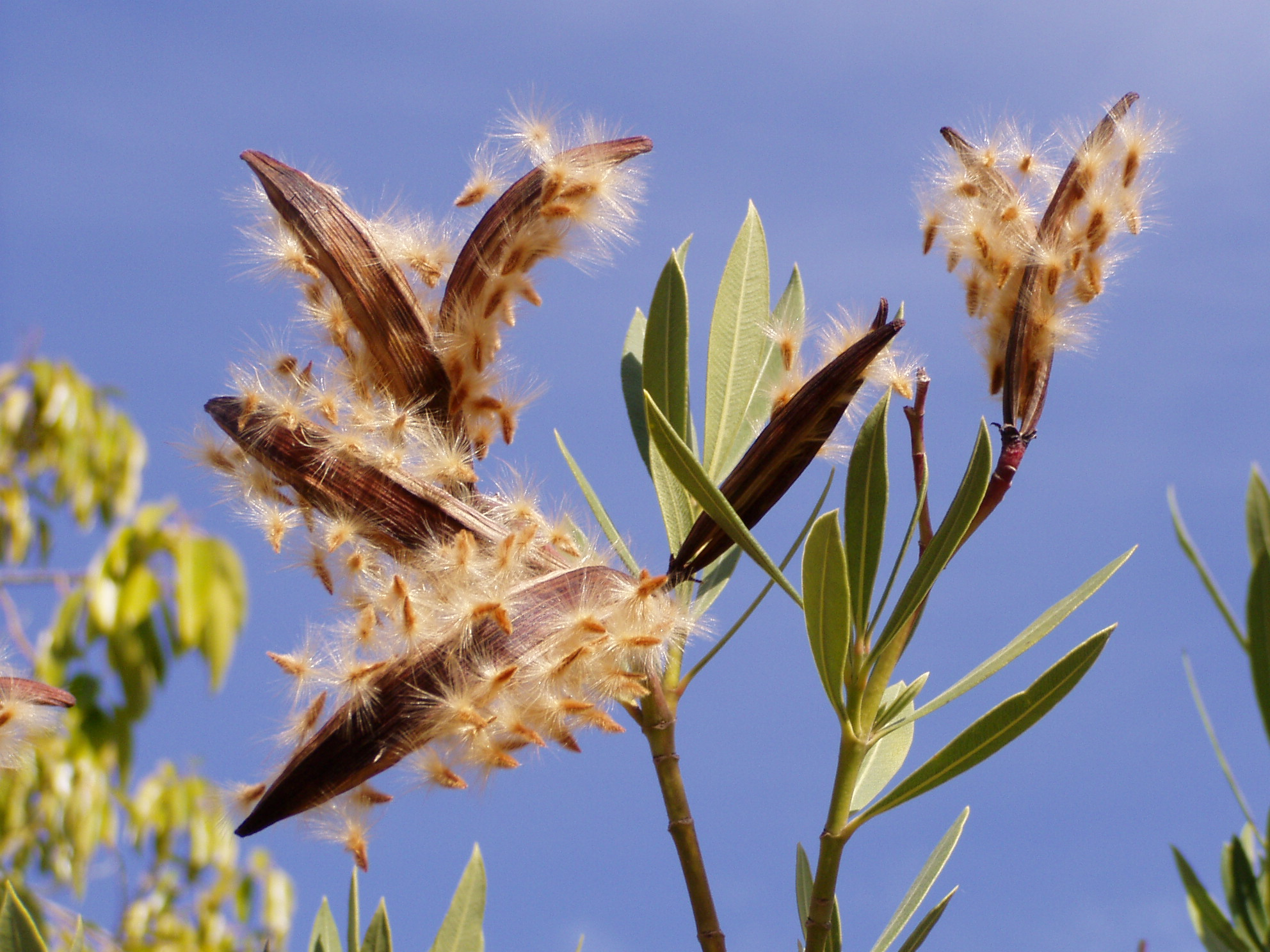
الدفلى

الفَبُّوس أو المِظَلَّة هي شُعيراتٌ تُتَوَّج المبيض أو الثمرة في النباتات الحَبيّة.